# Sępia Baszta
Sępia Baszta – turnia na Wzgórzu Dumań w Dolinie Kobylańskiej na Wyżynie Olkuskiej, w granicach wsi Karniowice, w gminie Zabierzów, powiecie krakowskim, województwie małopolskim. Znajduje się w północnej części orograficznie lewych zboczy doliny i stanowi południowe zakończenie Szerokiego Muru.
Dolina Kobylańska jest jednym z najbardziej popularnych terenów wspinaczki skalnej. Zbudowana z wapieni Sępia Baszta ma wysokość 16 m i znajduje się w lesie na stromym stoku. Przez wspinaczy skalnych zaliczana jest do Grupy nad Źródełkiem. Ma pionowe lub przewieszone ściany z filarem, kominem i zacięciem. Na ścianach tych wspinacze poprowadzili 16 dróg wspinaczkowych (w tym 2 projektowane) o trudności od IV do VI.5+ w skali Kurtyki i wystawie wschodniej, południowo-wschodniej i południowej. Wszystkie (z wyjątkiem projektowanych) mają zamontowane stałe punkty asekuracyjne: ringi (r), stanowisko zjazdowe (st) lub ring zjazdowy (rz).

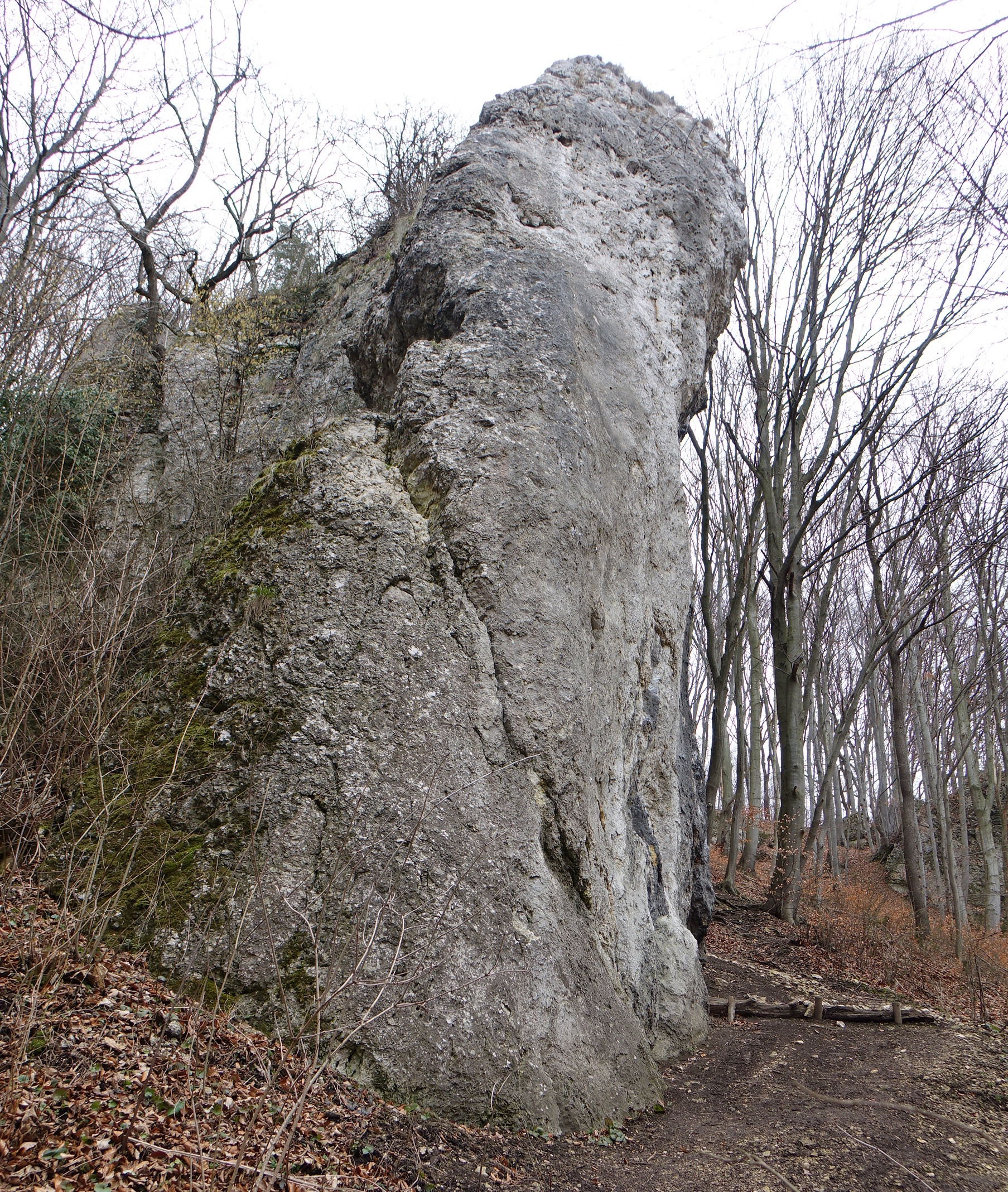
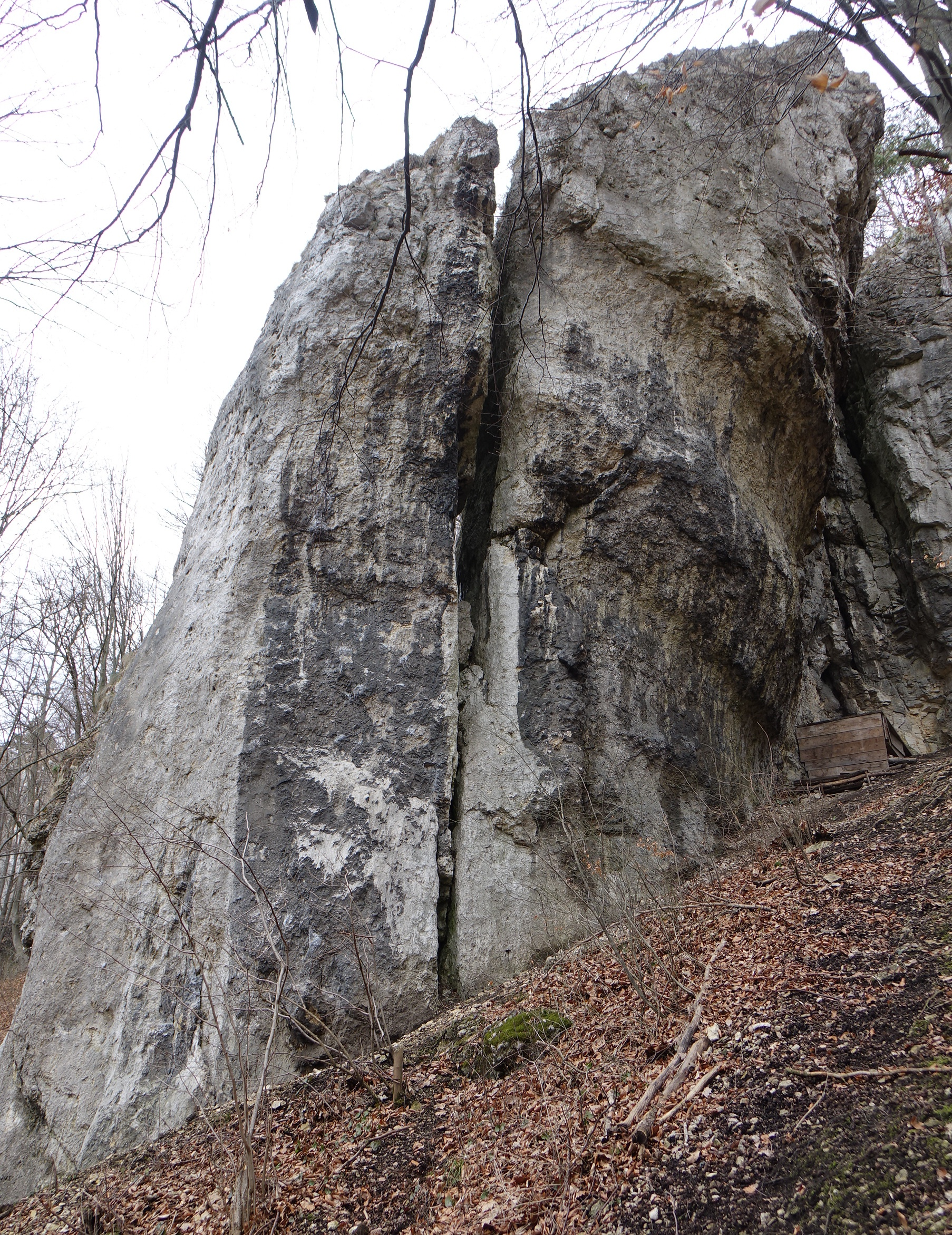
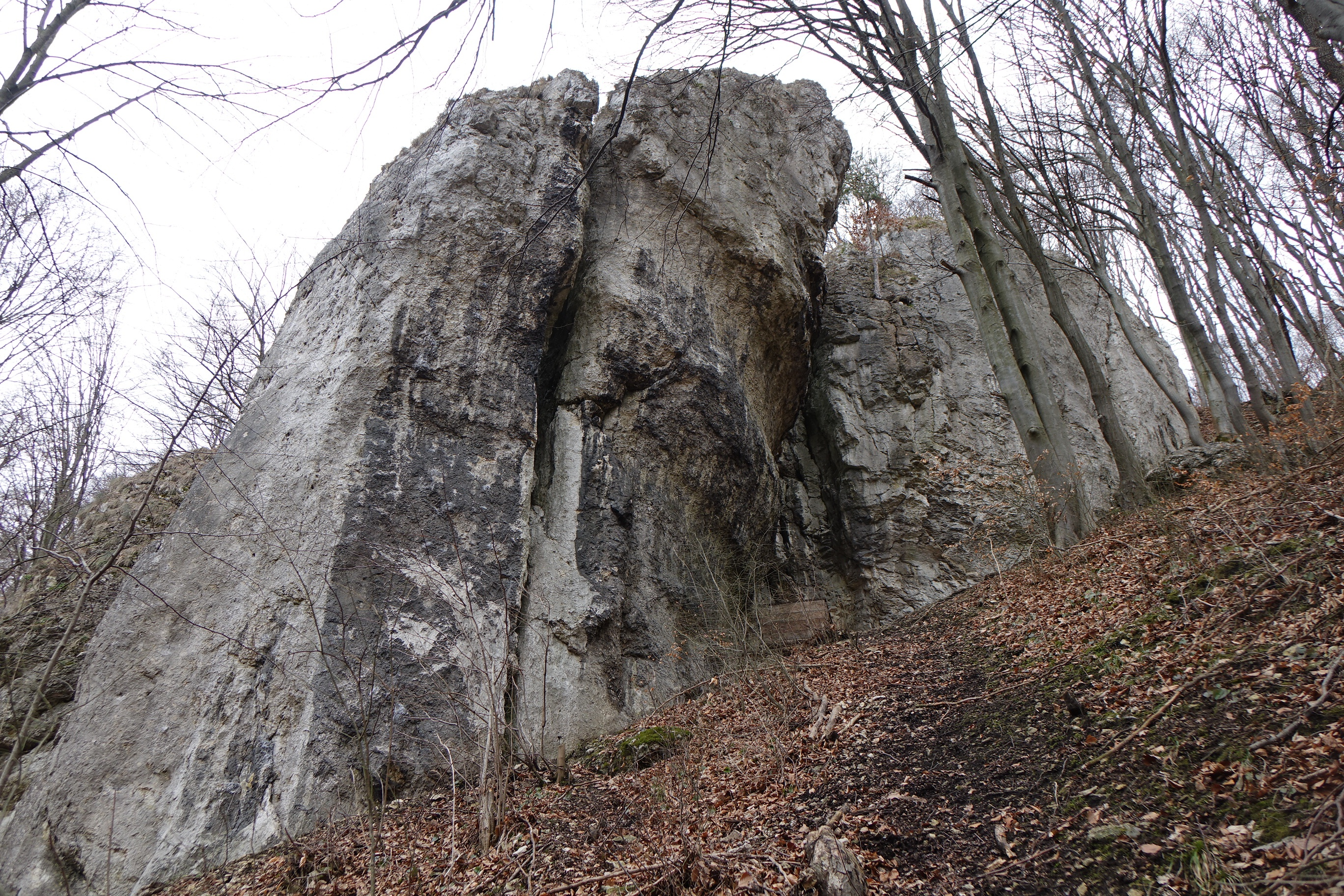
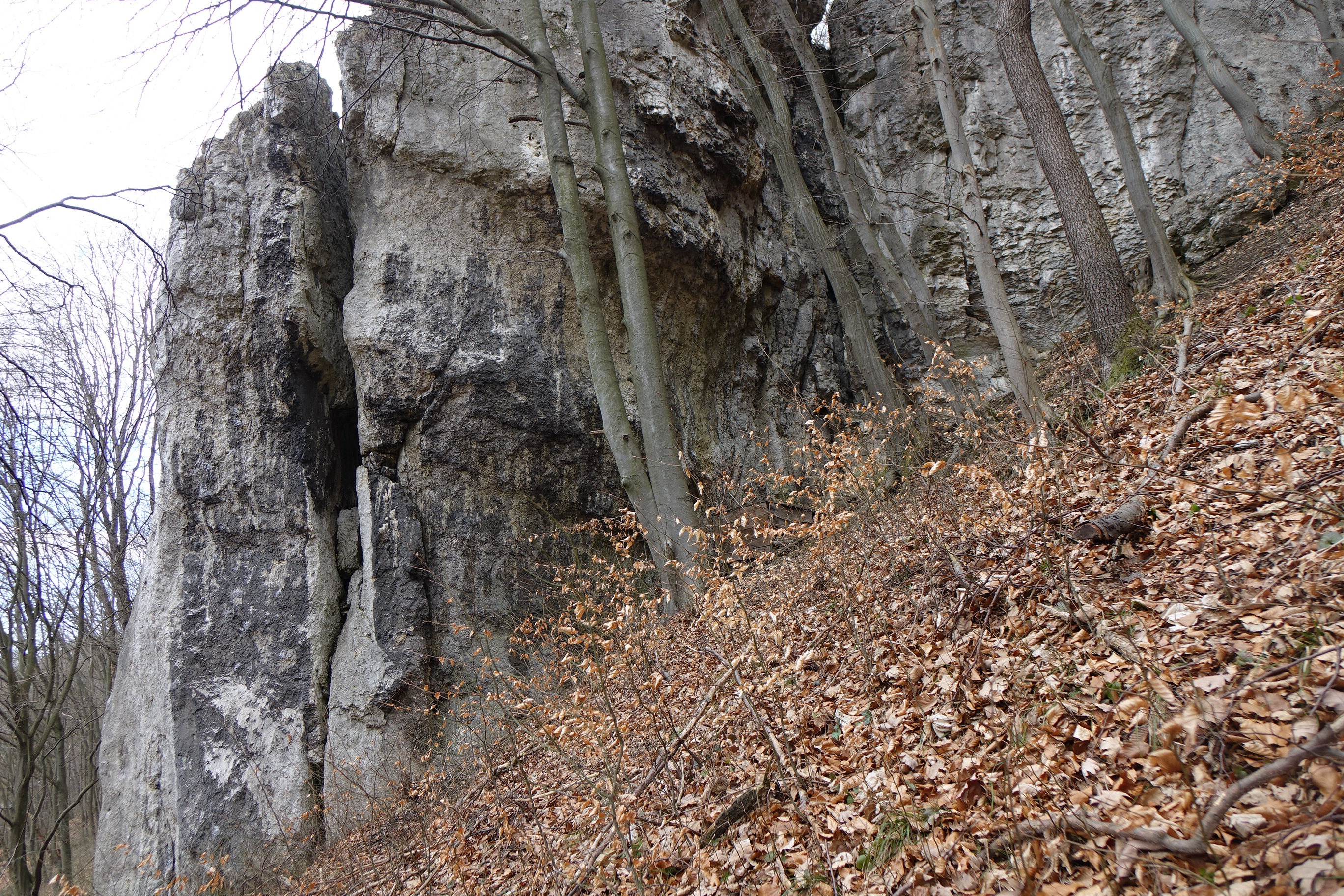
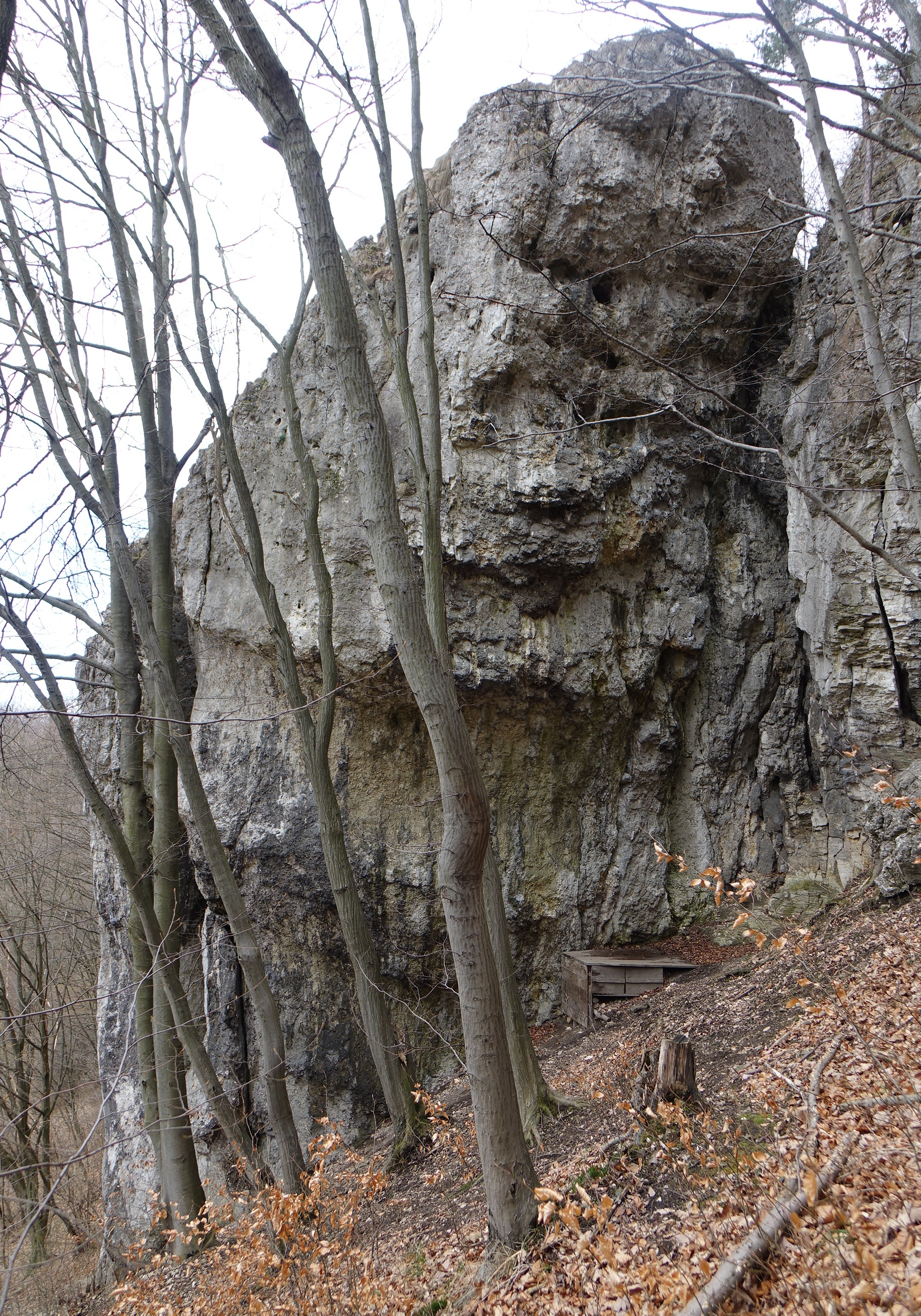

## Drogi wspinaczkowe
Sępia Baszta I
1. Babie Lato; V+, 6r + st, 18 m
2. Paszport do raju; VI.2+, 6r + st, 18 m
3. Filar Sępiej wprost; VI.2+, 5r + st, 18 m
4. Miotacz dysków; 6r + st, 18 m
5. Metoda Stanisławskiego; VI.4, 5r + st, 18 m
6. Ciemny komin; IV, 5r + st, 18 m
7. Wariant dużego komina; V+, 6r + st, 20 m
8. Ani duży nie powtórzy; VI.4+, 7r + st, 20 m
9. Projekt otwarty; 5r + rz
10. Projekt otwarty; 6r + st
11. Manifest siły nieczystej; VI.4+/5, 6r + st

Sępia Baszta II
1. Dwa rodzaje samotności; VI.3, 7r + st, 20 m
2. Lewa Sępia; VI.1, 7r + st, 20 m
3. Środek Sępiej; VI.2+, 7r + st, 20 m
4. Prawa Sępia; VI.1+, 7r + st, 20 m
5. Cobylanication; VI.2, 8r + st, 20 m[3].